# Arturo Sandoval
Arturo Sandoval (ur. 6 listopada 1949 w Artemisie) – kubański trębacz i pianista jazzowy.
Podczas pobytu na Kubie pozostawał pod wpływem takich jazzmanów jak Charlie Parker, Clifford Brown i Dizzy Gillespie, którego spotkał w 1977. 
W 1999 Sandoval otrzymał amerykańskie obywatelstwo.
Życie Sandovala stało się tematem filmu z 2000 pt. Miłość lub ojczyzna. Historia Arturo Sandovala, w którym główną rolę zagrał Andy García.
W 2001 pojawił się gościnnie, jako on sam, w operze mydlanej Moda na sukces.

## Początki
Arturo Sandoval swoją edukację muzyczną rozpoczął w wieku 12 lat od nauki podstaw teorii muzyki i gry na perkusji. Grał już na wielu instrumentach, kiedy zdecydował się grać na trąbce. W 1964 r. rozpoczął trzyletnią naukę gry na trąbce w Kubańskiej Narodowej Szkole Sztuki. W wieku 16 lat jego idolem był Dizzy Gillespie. W 1971 r. trafił do wojska, lecz mógł cały czas grać w Orquesta Cubana de Musica Moderna i kontynuować rozwój artystyczny.

## Kariera
Na Kubie Sandoval grał w zespole Irakere z Chucho Valdezem i Paquito D’Rivera. Szybko stali się światową sensacją. Występ na Newport Jazz Festival w 1978 r. rozpoczął ich karierę amerykańską i zagwarantował kontrakt z Columbia Records. W 1981 r. Sandoval opuścił zespół i założył własny band.
Cieszył się ogromnymi sukcesami stojąc nieco z boku głównego nurtu jazzu. Nagrywał z takimi muzykami jak: Jerzy Milian, Johnny Mathis, Gloria Estefan, Kenny G, Paul Anka, Frank Sinatra i Dave Grusin. Koncertował także z Woodym Hermanem, Herbie Hancockiem, Woodym Shawem, Stanem Getzem, Tonym Benettem, Patti LaBelle i Céline Dion.

## Wpływy
Najważniejszym niewątpliwie muzykiem, który wywarł wpływ na Sandovala, jest jego „ojciec duchowy” Dizzy Gillespie. Kiedy ci dwaj trębacze spotkali się na Kubie w 1977 r., Dizzy grał ze Stanem Getzem. Sandoval powiedział później: „Poszedłem do łodzi spotkać się z nimi. Nigdy nie miałem kompleksów w spotkaniach ze znanymi ludźmi. Jeśli kogoś poważam, idę do niego i próbuję się z nim spotkać”.
Z powodu sytuacji politycznej Kuba była odizolowana od amerykańskiej muzyki przez około 20 lat. Gillespie chciał posłuchać tradycyjnej kubańskiej guaguanco (odmiany kubańskiej rumby), co umożliwił mu Sandoval. 
W 2006 r. Arturo Sandoval otworzył klub jazzowy w Miami Beach – The Arturo Sandoval Jazz Club. Jest otwarty sześć nocy w tygodniu dla muzyki granej na żywo.

## Odznaczenia i wyróżnienia
- Prezydencki Medal Wolności (2013)[2]